# 英雄傳說 黎之軌跡
《英雄傳說 黎之軌跡》是日本遊戲公司Falcom製作的角色扮演遊戲。

本作是英雄傳說系列第九代，也是該系列第三期軌跡系列的第四系列作，目前包含了2021年推出的《英雄傳說 黎之軌跡》以及於2022年9月29日推出的《英雄傳說 黎之軌跡II -緋紅原罪-》。

## 概要
本作延續了軌跡系列的「導力科技」世界觀，舞台位於塞姆利亞大陸東部的卡爾瓦德共和國。
- 標題中「黎」一字的含意為黎明的意思，也是光明來臨前，一日中最黑暗的時刻[5]。
- 由Falcom社內過去製作閃之軌跡系列的核心成員進行開發[6]。
- 主角群以社會中灰色地帶的職業為主[7]。
- 中文版與韓文版定於2022年2月10日發售[8]。

## 系統
本作特色的LGC Alignment系統，會根據玩家選擇的主角行動，導致LAW、GRAY、CHAOS三項不同數值的增減，將依此決定劇情的走向與對話、角色數值、敵我勢力陣容等。
戰鬥系統繼承了過往軌跡系列要素，提升為可以在原野攻擊（フィールドアタック）與AT戰鬥系統（ATバトルのシステム）之間無縫切換的新戰鬥系統。

## 故事
- 黎之軌跡

七耀曆1208年，卡爾瓦德共和國由上次大戰中所獲得的巨額賠款，經濟榮景與軍事能力都成為塞姆利亞大陸首屈一指的國家。
然而多民族以及移民問題產生的不穩定情勢，與新任總統推動的大膽改革，使得國家呈現動盪不安的狀態。
此時在卡爾瓦德共和國以地下萬事屋維生的青年范恩，某日接到了一樁奇妙的委託，而當時尚未知曉這最終將發展成撼動整個共和國的事態。
- 黎之軌跡II -CRIMSON SiN-

七耀曆1209年，共和國首都發生政府組織成員遭到神秘殺害的案件，在黑白兩道因此動盪的同時，地下萬事屋的范恩也因為意料外的訪客而展開調查行動。
殺人案的真兇、持續尋找祖父遺產的少女亞妮艾絲、神秘的赤黑色異形以及尋求某物的少年少女，彼此間的邂逅將使他們的軌跡導向無法逃避的因果。

### 章節

#### 黎之軌跡
- 序章 　舊市街的地下萬事屋
- 第一章 純真之焰～啟程～
- 第二章 宿星～煌都的麒麟兒～
- 第三章 薩爾巴德隨想曲
- 第四章 災厄的協議
- 間章 　龍來温泉鄉奇譚
- 第五章 白夜的狂歡節
- 終章 　為了終將回來的你

#### 黎之轨迹II -绯红原罪-
- 序章 　緋紅咆哮
- 幕前 　童話庭園
- 第Ⅰ部
  - side A 　北方港都隨想曲
  - side B 　代理地下萬事屋

- 第Ⅱ部
  - side A 　再訪煌都～黑月撩亂～
  - side B 　潛入亞拉密斯～並不那麼悠閒的日子～

- 断章 　涅梅絲島～另一個節日～
- 第Ⅲ部 　普世歡騰
  - A路线 　空虛的復仇
  - B路线 　悲劇的Z1賽事
  - C路线 　扭曲的異端狩獵
  - D路线 　死線~被斬斷的羈絆~
  - E路线 　邁向明日的反攻~首都動亂~
  - F路线 　庭院主人~被揭穿的真相~

- 尾声 　流轉的終點
- EXTRA 　扭曲童話者~然後……

## 世界設定
本作世界觀繼承自《英雄傳說 軌跡系列》，以同一時代的卡爾瓦德共和國為舞台。在此只介紹本作中曾出現之國家、地區場景。

與軌跡系列各作品的關聯性詳細請參考：軌跡系列用語列表 世界情勢及英雄傳說 軌跡系列用語列表。

### 卡爾瓦德共和國
卡爾瓦德共和國（Republic of Calvard）
本作的舞台。百年前原為君主制國家，在革命過後實施了民主共和制。
長年與西方的埃雷波尼亞帝國爭鬥，為了位於兩國之間的克洛斯貝爾自治州爆發數次大規模戰爭。然而在上一次大戰之後，克洛斯貝爾趁勢獨立脫離兩大國，而共和國獲得了來自帝國的巨額賠款，逐漸成為大陸上經濟與軍事都首屈一指的國家。

#### 首都伊帝斯
首都伊帝斯（Edith Capital）
共和國首都，也是大陸規模最巨大的都市。
包含總統府、共和國議會、革命廣場、菁英高中的文教區、出版社和導力影片館林立的商業區、也有跟不上開發的舊市街等等。
同時共和國是以導力車大國出名，街道上有著多樣化的車款，也有領先大陸的交通號誌設計與首座地下鐵。

#### 共和國各都市
煌都蘭波特
位於共和國南方，號稱共和國第二心臟的海港大城。別名「羅州」。
有著近代化的商業大樓以及大陸最大的東方人街，因入夜後的炫璨夜景被稱為煌都。同時也是共和國最大的黑幫「黑月」的根據地。
工學都市巴澤爾
位於共和國西南方，以自然科學研究聞名的都市，同時也是烏爾努公司的所在地。

### 組織
地下萬事屋（Spriggan）
是在卡爾瓦德共和國這個民族大熔爐中誕生的地下職業。
不時以偵探、談判專家、獎金獵人等不同角色接受任何委託。包含警方無法處理或是委託人無法公諸於世等疑難雜症，甚至是罪犯和地下勢力的委託。
馬爾鐸克公司（Marduk Total Security Company）
總部位於共和國西北方的奧雷德自治州的綜合警備公司。
10年前以專門保障企業安全為主要業務，近年已開始軍事營運，會在符合各國法律漏洞的狀況下與大企業簽下鉅額合約。
同時也聘請測試人員進行格鬥與武器的研究，並將相關資料出售，測試人員會由公司的接待員從旁輔助。
烏爾努公司（Verne Industrial Company）
共和國的大型企業，與帝國萊恩福爾特公司齊名。

### 技術
賽法（Xipha）
第六世代的戰術導力器，能在使用者身邊展開被稱為「靈子晶片」的乙太碎片，發動各式功能。

## 登場人物
在此只簡略依官方網站公布順序介紹遊戲中的主要角色，以及未曾在過去系列作登場的新人物，詳細人物介紹請參考： 

### 主要角色
范恩·亞克萊德（Van Arkride，聲優：小野大輔）24歲
本作主角。經營「地下萬事屋」亞克萊德事務所，接受各種委託的青年。
看起來無趣又現實的個性，其實有著自己的一套原則，同時也很會照顧人。
因為工作關係有著各式各樣的人脈，雖然是因為意外才進入這一行，即使愛發著牢騷也會將委託解決。
亞妮艾絲·克勞蒂爾（Agnès Claudel，聲優：伊藤美來）16歲
首都名校「亞拉密斯高等學校」的一年級女學生。
有著一頭閃耀金髮，外表清純溫柔的她，其實有著堅強的意志。在校加入學生會與同伴完成各種學校事務。
為了尋回失落的曾祖父的遺物導力器，又出於某種原因無法尋求警察或遊擊士等正規管道，最終在學姐的建議下找上了亞克萊德事務所。
菲莉·阿爾法德（Feri Al-Fayed，聲優：小倉唯）13歲
所屬庫魯格戰士團的年輕獵兵。
從小接受各種作戰訓練，在戰鬥方面的表現可圈可點，但也有著不了解都市生活，十分純樸小女孩的一面。
因為原本熟識的獵兵團中隊突然失蹤，獨自打探的她在過程中找上了裏解決屋。
亞倫·魏（Aaron Wei，聲優：内田雄馬）19歲
在共和國南方煌都東方人街小有名聲的浪子，也是血氣方剛的青少年群的領導。
修練著東方三大武術流派之一「月華流」的劍術與拳法，以在東方華劇以女角裝扮演出劍舞，在賭場日進斗金等誇張行徑引起注目。
有著「麒麟兒」、「羅州小霸王」等稱號，雖然年紀還很輕但在東方人街最強黑社會組織黑月中也有人很賞識他想拉攏其成為幹部，但本人對此興趣缺缺。
莉婕特·唐寧（Risette Twinings，聲優：石川由依）20歲
馬爾鐸克公司的女性接待員。
女僕打扮的她外表給人一種冷酷幹練型美人的感覺。
對合作測試員的范恩提供各種支援、測試及評估，彼此有著良好的商務夥伴關係。
卡特爾·薩里西翁（Quatre Salision，聲優：田村睦心）15歲
15歲的年輕研究員。
有著少女般的五官，專門研究以Xipha的AI系統為基底製作的導力無人機。
茱迪絲·蘭斯塔（Judith Ranster，聲優：日笠陽子）22歲
共和國的頂級女演員。
被視為麻煩製造者般的存在。
貝爾加德·哲曼（Bergard Zeman，聲優：大塚明夫）69歲
精通三大拳法之一崑崙流的高手，是范恩的武術師父及恩人。

### 協力者
艾蕾因·奧克雷爾（Elaine Auclair，聲優：齋藤千和）24歲
共和國游擊士協會的王牌，現今最年輕的A級游擊士，被稱為劍之少女。
容貌出眾的她經常受到共和國媒體的報導與娛樂圈的邀請，但她一律回絕，堅持走在游擊士的道路上。
是范恩的兒時玩伴與同學，然而在她升上了A級游擊士之後，范恩回到首都並開始從事會與協會對立的工作，這件事讓她的心緒受到極大的衝擊。
盧尼·金凱德（René Kincaid，聲優：福山潤）24歲
共和國情報組織CID所屬的特務輔佐官。
從事各項情報工作，戴著眼鏡的斯文外貌與菁英氣場，讓不少女性著迷。
是范恩與艾蕾因的兒時玩伴，理解范恩所選擇的職業並彼此利用，同時也支持艾蕾因成為游擊士。

## 外部連結
- 官方网站：日文版、中文版
- 《英雄傳說 黎之軌跡II -緋紅原罪-》官方網站：日文版、中文版